# Контролер сторінки (шаблон проєктування)
Контролер сторінки  (англ. Page Controller) — шаблон проєктування, який пропонує створювати на кожну окрему сторінку окремий об'єкт обробник.

## Опис
Коли відбувається запит по адресі, вебсервер аналізує ім'я та шукає відповідну HTML сторінку. Підхід коли одному запиту відповідає одна сторінка простий та очевидний.

## Обов'язки Page Controller
- Проаналізувати URL-адресу та отримати дані, введені користувачем
- Створити об'єкт моделі та викликати його методи, необхідні для обробки даних. Всі необхідні дані з HTTP-запиту повинні бути передані моделі, щоб вона була повністю незалежна від запиту
- Визначити сторінку, яка має бути використана для відображення результатів, і передати їй необхідну інформацію, отриману від моделі

## Реалізація
Приклад реалізації шаблону в ASP.NET MVC.
```
public
 
class
 
HomeController
 
:
 
Controller

{

    
public
 
ViewResult
 
SomeMethod
()

    
{

        
var
 
viewModel
 
=
 
GetViewModel
();

        
// відображення сторінки та передача їй необхідних даних

        
return
 
View
(
"HomePage"
,
 
viewModel
);

    
}

}

```